# Lista de empresas do Brasil

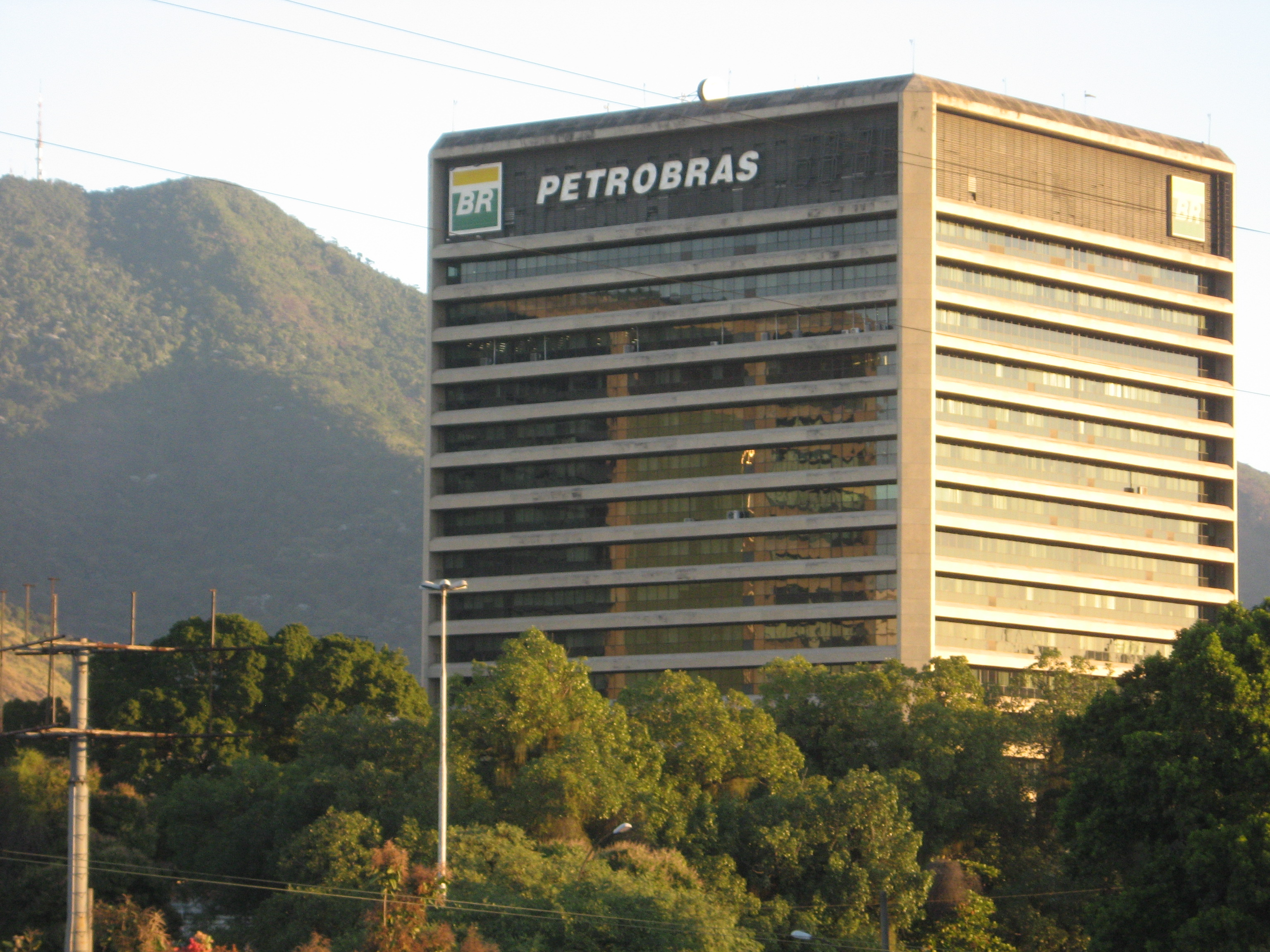
A petrolífera Petrobras vem ocupando a posição de empresa mais valiosa do país nas últimas décadas.

O Brasil é o maior país da América do Sul e da América Latina. A economia do Brasil e frequentemente está no top 10 em PIB nominal e PIB (PPC). Membro do grupo BRICS, o Brasil até 2010 teve uma das principais economias de crescimento mais rápido do mundo, com as suas reformas econômicas dando ao país novo reconhecimento e influência internacional. O BNDES desempenha um papel importante para o crescimento econômico do país. O Brasil é membro fundador das Nações Unidas, do G20, do BRICS, da Unasul, do Mercosul, da OEA, da Organização dos Estados Ibero-Americanos, da CPLP, e da União Latina. O Brasil é uma potência regional na América Latina e uma potência média nos assuntos internacionais, com alguns analistas identificando-o como uma potência global emergente. Um dos maiores celeiros do mundo, sendo o maior produtor de café nos últimos 150 anos.

## Maiores empresas
Esta lista mostra as empresas da Fortune Global 500, que classifica as cinco principais empresas pelas receitas totais relatadas antes de 31 de março de 2017.
| Classificação | Imagem | Nome                | Receitas de 2016 (US$ milhões) | Funcionários | Notas |
| ------------- | ------ | ------------------- | ------------------------------ | ------------ | --- |
| 75            |        | Petrobras           | US$ 81.405                     | 68.829       | Grande empresa de refino de petróleo no Rio de Janeiro. A empresa está na lista há 22 anos, chegando ao 23º lugar em 2012. Uma queda de 16% nas receitas fez com que caíssem para a 75ª posição.                           |
| 113           |        | Banco Itaú Unibanco | US$ 66.876                     | 94.779       | Grande conglomerado financeiro com sede em São Paulo. A empresa estreou na lista em 2014 na posição 138 e subiu na lista apesar de uma queda de 21% nas receitas.                                                          |
| 151           |        | Banco do Brasil     | US$ 58.093                     | 100.622      | Um dos maiores bancos da América Latina, o Banco do Brasil tem sede em Brasília . Embora a empresa esteja na lista F500 há 23 anos, ela mudou dramaticamente, quase saindo da lista em 2002, mas voltando para 88 em 2012. |
| 154           |        | Banco Bradesco      | US$ 57.443                     | 94.541       | Grande empresa de serviços bancários e financeiros com operações em todo o mundo. A empresa sofreu uma queda significativa nas receitas nos últimos anos, mas aumentou 31% em 2017, voltando para 154º lugar na lista.     |
| 191           |        | JBS SA              | US$ 48.825                     | 237.061      | Maior processadora de carne em instalações em todo o mundo. |

## Empresas notáveis
Esta lista inclui empresas notáveis com sede principal localizada no país. A indústria e o setor seguem a taxonomia Industry Classification Benchmark.
| Nome                    | Indústria                     | Setor                                                 | Sede                 | Fundação | Notas                                       |
| ----------------------- | ----------------------------- | ----------------------------------------------------- | -------------------- | -------- | ------------------------------------------- |
| Agrale                  | Produtos industriais          | Engenharia industrial                                 | Caxias do Sul        | 1962     | Empresa de capital fechado                  |
| AmBev                   | Bens de consumo               | Bebidas                                               | São Paulo            | 1999     | (B3:AMBV3, AMBV4)                           |
| Americanas S.A.         | Bens de consumo               | Varejo                                                | Rio de Janeiro       | 1929     | (B3:AMER3)                                  |
| Andrade Gutierrez       | Produtos industriais          | Construção e materiais                                | Belo Horizonte       | 1948     | (B3:ANDG3B, ANDG4B)                         |
| Aperam South America    | Matérias básicas              | Metais industriais e mineração                        | Belo Horizonte       | 1944     |                                             |
| Avibras                 | Produtos industriais          | Aeroespacial e Defesa                                 | São José dos Campos  | 1961     |                                             |
| Azul                    | Serviços de consumo           | Viagens e lazer                                       | Barueri              | 2008     | (B3: 24112, AZUL4)                          |
| Banco Bradesco          | Serviços financeiros          | Bancos                                                | Osasco               | 1943     | (B3:BBDC3, BBDC4)                           |
| Banco do Brasil         | Serviços financeiros          | Bancos                                                | Rio de Janeiro       | 1808     | (B3:BBAS11, BBAS12, BBAS3)                  |
| Banco Safra             | Serviços financeiros          | Bancos                                                | São Paulo            | 1955     |                                             |
| Banestes                | Serviços financeiros          | Bancos                                                | Vitória              | 1937     | (B3:BEES3, BEES11)                          |
| Banrisul                | Serviços financeiros          | Bancos                                                | Porto Alegre         | 1928     | (B3:BRSR3, BRSR5, BRSR6)                    |
| B3                      | Serviços financeiros          | Serviços de investimento                              | São Paulo            | 1890     | (B3:BVMF3)                                  |
| Bob's                   | Serviços de consumo           | Viagens e lazer                                       | Rio de Janeiro       | 1952     |                                             |
| Bradespar               | Serviços financeiros          | Bancos                                                | São Paulo            | 2000     | (B3:BRAP3, BRAP4)                           |
| Braskem                 | Materiais básicos             | Petroquímico                                          | São Paulo            | 2002     | (B3:BRKM3, BRKM5)                           |
| BRF                     | Bens de consumo               | Produtos alimentícios                                 | São Paulo            | 2009     | (B3: BRFS3)                                 |
| Caixa Econômica Federal | Serviços financeiros          | Bancos                                                | Rio de Janeiro       | 1861     |                                             |
| Caloi                   | Bens de consumo               | Produtos recreativos                                  | São Paulo            | 1898     |                                             |
| Camargo Corrêa          | Produtos industriais          | Construção e materiais                                | São Paulo            | 1939     | (B3:CCIM3)                                  |
| Carbuss                 | Bens de consumo               | Veículos comerciais                                   | Joinville            | 2017     |                                             |
| CBC                     | Produtos industriais          | Aeroespacial e Defesa                                 | São Paulo            | 1926     |                                             |
| Celesc                  | Serviços públicos             | Eletricidade                                          | Florianópolis        | 1955     | (B3:CLSC3, CLSC5, CLSC6)                    |
| CEMIG                   | Serviços públicos             | Eletricidade                                          | Belo Horizonte       | 1952     | (B3:CMIG3, CMIG4)                           |
| Chamonix                | Bens de consumo               | Automóveis e componentes                              | São Paulo            | 1987     | Empresa de capital fechado                  |
| Cia. Hering             | Bens de consumo               | Bens de uso pessoal                                   | Blumenau             | 1880     | (B3:HGTX3)                                  |
| Cielo                   | Serviços financeiros          | Serviços de investimento                              | Barueri              | 1997     | (B3: CIEL3)                                 |
| Comgás                  | Serviços públicos             | Gas, água e serviços múltiplos                        | São Paulo            | 1872     | Subsidiária de Cosan (B3:CGAS3, CGAS5)      |
| CESP                    | Serviços públicos             | Eletricidade                                          | São Paulo            | 1966     | (B3:CESP3, CESP5, CESP6)                    |
| CPFL                    | Serviços públicos             | Eletricidade                                          | Campinas             | 1912     | (B3:CPFE3)                                  |
| CSN                     | Materiais básicos             | Ferro e aço                                           | São Paulo            | 1941     | (B3:CSNA3)                                  |
| Copacol                 | Bens de consumo               | Produtos alimentícios                                 | Cafelândia           | 1963     |                                             |
| Copel                   | Serviços públicos             | Eletricidade                                          | Curitiba             | 1954     | (B3:CPLE3, CPLE5, CPLE6)                    |
| Correios                | Produtos industriais          | Transporte industrial                                 | Brasília             | 1663     |                                             |
| Cosan                   | Conglomerado                  | -                                                     | São Paulo            | 1936     | (B3:CSAN3)                                  |
| CTEEP                   | Serviços públicos             | Eletricidade                                          | São Paulo            | 1999     | (B3:TRPL3, TRPL4)                           |
| Cyrela                  | Produtos industriais          | Construção e materiais                                | São Paulo            | 1962     | (B3:CYRE3)                                  |
| Dafra Motos             | Bens de consumo               | Automóveis e componentes                              | Manaus               | 2007     |                                             |
| Del Vecchio             | Bens de consumo               | Produtos recreativos                                  | São Paulo            | 1902     |                                             |
| DASA                    | Cuidados de saúde             | Serviços e equipamentos de cuidados de saúde          | Barueri              | 2003     | (B3: DASA3)                                 |
| Diler & Associados      | Serviços de consumo           | Mídia                                                 | Rio de Janeiro       | 1988     |                                             |
| Duratex                 | Materiais básicos             | Silvicultura e papel                                  | São Paulo            | 1961     | (B3:DURA3, DURA4)                           |
| Grupo EBX               | Conglomerado                  | -                                                     | Rio de Janeiro       | 1984     |                                             |
| Eletrobras Furnas       | Serviços públicos             | Eletricidade                                          | Rio de Janeiro       | 1957     |                                             |
| Eletrobrás              | Serviços públicos             | Eletricidade                                          | Rio de Janeiro       | 1962     | (B3:ELET3, ELET5, ELET6)                    |
| Enel Distribuição       | Serviços públicos             | Eletricidade                                          | Barueri              | 1899     | (B3:ELPL3, ELPL5, ELPL6)                    |
| Embraco                 | Produtos industriais          | Máquinas industriais                                  | Joinville            | 1971     |                                             |
| Embraer                 | Produtos industriais          | Aeroespacial e Defesa                                 | São Paulo            | 1969     | (B3:EMBR3)                                  |
| Embratel                | Tecnologia                    | Hardware & equipamento de alta tecnologia             | Rio de Janeiro       | 1965     | (B3:EBTP3, EBTP4)                           |
| EMGEPRON                | Produtos industriais          | Transporte industrial                                 | Rio de Janeiro       | 1982     |                                             |
| Embrapa                 | Bens de consumo               | Produtores de alimentos                               | Brasília             | 1972     |                                             |
| Estrela                 | Bens de consumo               | Bens de lazer                                         | São Paulo            | 1937     | (B3:ESTR3, ESTR4)                           |
| Extrafarma              | Serviços de consumo           | Varejo alimentar e de medicamentos                    | Belém                | 1960     | Subsidiária de Ultrapar                     |
| Gafisa                  | Serviços financeiros          | Investimentos e serviços imobiliários                 | São Paulo            | 1954     | (B3:GFSA3)                                  |
| Garoto                  | Bens de consumo               | Produtos alimentícios                                 | Vila Velha           | 1929     |                                             |
| Gerdau                  | Materiais básicos             | Ferro e aço                                           | Porto Alegre         | 1901     | (B3:GGBR3, GGBR4)                           |
| Globo                   | Serviços de consumo           | Mídia                                                 | Rio de Janeiro       | 2020     | Empresa de capital fechado                  |
| Gol Linhas Aéreas       | Serviços de consumo           | Viagens e lazer                                       | São Paulo            | 2000     | (B3:GOLL3, GOLL4)                           |
| GPA                     | Serviços de consumo           | Varejo geral                                          | São Paulo            | 1948     | (B3:PCAR3, PCAR4)                           |
| Gradiente               | Bens de consumo               | Eletrônicos de consumo                                | Manaus               | 1964     | (B3:IGBR3)                                  |
| Grupo Abril             | Serviços de consumo           | Mídia                                                 | São Paulo            | 1950     | Empresa de capital fechado                  |
| Grupo Casas Bahia       | Bens de consumo               | Varejo                                                | São Paulo            | 2010     | (B3:BHIA3)                                  |
| Grupo Folha             | Serviços de consumo           | Mídia                                                 | São Paulo            | 1921     | Empresa de capital fechado                  |
| Grupo Positivo          | Conglomerado                  | -                                                     | Curitiba             | 1972     | (B3:POSI3)                                  |
| Grupo Ultra             | Petróleo e gás                | Petróleo: equipamento, serviços e distribuição        | São Paulo            | 1937     | (B3:UGPA3, UGPA4)                           |
| Habib's                 | Serviços de consumo           | Viagens e lazer                                       | São Paulo            | 1988     |                                             |
| Helibras                | Produtos industriais          | Aeroespacial e Defesa                                 | Itajubá              | 1978     | Subsidiária de Airbus Helicopters           |
| Hidden Pousadas Brazil  | Serviços de consumo           | Viagens e lazer                                       | Rio de Janeiro       | 2008     |                                             |
| Hypermarcas             | Serviços de consumo           | Varejo alimentar e de medicamentos                    | São Paulo            | 2001     |                                             |
| IMBEL                   | Produtos industriais          | Aeroespacial e Defesa                                 | Piquete              | 1934     |                                             |
| Infraero                | Produtos industriais          | Serviços de apoio                                     | Brasília             | 1973     |                                             |
| Iochpe-Maxion           | Bens de consumo               | Automóveis e componentes                              | São Paulo            | 1918     | (B3:MYPK4, MYPK3)                           |
| Ipiranga                | Petróleo e gás                | Petróleo: equipamento, serviços e distribuição        | Porto Alegre         | 1937     | Subsidiaria da Ultrapar                     |
| Itaú Unibanco           | Serviços financeiros          | Bancos                                                | São Paulo            | 2008     | (B3:ITAUB3, ITAUB4)                         |
| Itaúsa                  | Conglomerado                  | -                                                     | São Paulo            | 1966     | (B3:ITSA3, ITSA4)                           |
| JBS S.A.                | Bens de consumo               | Produtos alimentícios                                 | São Paulo            | 1953     | (B3:JBSS3)                                  |
| Klabin                  | Materiais básicos             | Silvicultura e papel                                  | São Paulo            | 1899     | (B3:KLBN3, KLBN4)                           |
| LATAM Brasil            | Serviços de consumo           | Viagens e lazer                                       | São Paulo            | 1976     | (B3:TAMM3, TAMM4)                           |
| Light                   | Serviços públicos             | Eletricidade                                          | Rio de Janeiro       | 1904     | (B3:PCAR3, PCAR4)                           |
| Localiza                | Serviços de consumo           | Viagens e lazer                                       | Belo Horizonte       | 1973     |                                             |
| Lojas Americanas        | Serviços de consumo           | Varejo                                                | Rio de Janeiro       | 1929     | (B3:LAME3, LAME4)                           |
| Lojas Renner            | Serviços de consumo           | Varejo                                                | Porto Alegre         | 1912     | (B3:LREN3)                                  |
| Lojas Riachuelo         | Serviços de consumo           | Varejo                                                | Natal                | 1947     |                                             |
| Lorenzetti              | Bens de consumo               | Produtos de uso doméstico e de construção de vivendas | São Paulo            | 1923     | Empresa de capital fechado                  |
| Magazine Luiza          | Bens de consumo               | Varejo                                                | Franca               | 1957     | (B3: MGLU3)                                 |
| Máquina de Vendas       | Bens de consumo               | Varejo                                                | São Paulo            | 2010     |                                             |
| Marcopolo               | Bens de consumo               | Veículos comerciais                                   | Caxias do Sul        | 1949     | (B3:POMO3, POMO4)                           |
| Marfrig                 | Bens de consumo               | Produtos alimentícios                                 | São Paulo            | 2000     | (B3: 20788, MRFG3)                          |
| Mascarello              | Bens de consumo               | Veículos comerciais                                   | Cascavel             | 2003     | Empresa de capital fechado                  |
| Módulo                  | Tecnologia                    | Software e serviços informáticos                      | Rio de Janeiro       | 1985     |                                             |
| Motiva                  | Produtos industriais          | Transporte industrial                                 | São Paulo            | 1999     | (B3:MOTV3)                                  |
| MRS Logística           | Produtos industriais          | Transporte industrial                                 | Rio de Janeiro       | 1997     | (B3: 17949, MRSA3B)                         |
| MRV Engenharia          | Produtos industriais          | Construção e materiais                                | Belo Horizonte       | 1979     | (B3:MRVE3)                                  |
| MWM International       | Bens de consumo               | Automóveis e componentes                              | São Paulo            | 1953     | Subsidiária de Navistar International (USA) |
| Natura                  | Bens de consumo               | Produtos pessoais                                     | Cajamar              | 1969     | (B3:NATU3)                                  |
| Neoenergia              | Serviços de utilidade pública | Eletricidade                                          | Rio de Janeiro       | 1997     | (B3:NEOE3)                                  |
| O Boticário             | Bens de consumo               | Produtos pessoais                                     | São José dos Pinhais | 1977     |                                             |
| Oi                      | Tecnologia                    | Hardware & equipamento de alta tecnologia             | Rio de Janeiro       | 1998     | (B3: OIBR4)                                 |
| Oxiteno                 | Materiais básicos             | Produtos químicos diversificados                      | São Paulo            | 1970     | Subsidiária de Ultrapar                     |
| Petrobras               | Petróleo e gás                | Petróleo e gás                                        | Rio de Janeiro       | 1953     | (B3:PETR3, PETR4)                           |
| PRIO                    | Petróleo e gás                | Petróleo: equipamento, serviços e distribuição        | Rio de Janeiro       | 2008     |                                             |
| RecordTV                | Serviços de consumo           | Mídia                                                 | São Paulo            | 1953     | Parte do Grupo Record                       |
| Raízen                  | Petróleo e gás                | Energia alternativa                                   | São Paulo            | 2011     | (B3: RAIZ4)                                 |
| RaiaDrogasil            | Serviços de consumo           | Varejo alimentar e de medicamentos                    | São Paulo            | 2011     | (RADL3)                                     |
| Rede D'Or São Luiz      | Cuidados de saúde             | Serviços e equipamentos de cuidados de saúde          | São Paulo            | 1977     |                                             |
| Rede S.A.               | Serviços financeiros          | Serviços de investimento                              | Barueri              | 1996     | (B3:RDCD3)                                  |
| RedeTV!                 | Serviços de consumo           | Mídia                                                 | Osasco               | 1999     | Empresa de capital fechado                  |
| Rossi Residencial       | Serviços financeiros          | Investimentos e serviços imobiliários                 | São Paulo            | 1992     | (B3:RSID3)                                  |
| Rumo Logística          | Produtos industriais          | Transporte industrial                                 | Curitiba             | 1997     | (B3: RAIL3)                                 |
| Sabesp                  | Serviços públicos             | Gas, água e serviços múltiplos                        | São Paulo            | 1973     | (B3:SBSP3)                                  |
| Serpro                  | Tecnologia                    | Software                                              | Brasília             | 1964     |                                             |
| SIATT                   | Produtos industriais          | Aeroespacial e Defesa                                 | São José dos Campos  | 2015     |                                             |
| SBT                     | Serviços de consumo           | Mídia                                                 | Osasco               | 1981     | Empresa de capital fechado                  |
| Suzano Papel e Celulose | Materiais básicos             | Silvicultura e papel                                  | Salvador             | 1924     | (B3: SUZB3, NYSE: SUZ)                      |
| TAC                     | Bens de consumo               | Automóveis e componentes                              | Joinville            | 2004     |                                             |
| Taurus                  | Produtos industriais          | Aeroespacial e Defesa                                 | Porto Alegre         | 1939     | (B3:FJTA3, FJTA4)                           |
| Tectoy                  | Bens de consumo               | Bens de lazer                                         | São Paulo            | 1987     |                                             |
| Telequartz              | Materiais básicos             | Mineração geral                                       | Rio de Janeiro       | 1926     |                                             |
| Total Linhas Aéreas     | Serviços de consumo           | Viagens e lazer                                       | Belo Horizonte       | 1988     |                                             |
| Ultragaz                | Serviços públicos             | Gas, água e serviços múltiplos                        | São Paulo            | 1937     |                                             |
| Universo Online         | Tecnologia                    | Software e serviços informáticos                      | São Paulo            | 1996     | (B3:UOLL3, UOLL4)                           |
| Usiminas                | Materiais básicos             | Ferro e aço                                           | Belo Horizonte       | 1956     | (B3:USIM3, USIM5, USIM6)                    |
| Vale                    | Materiais básicos             | Mineração geral                                       | Rio de Janeiro       | 1942     | (B3:VALE3, VALE5)                           |
| Vibra Energia           | Petróleo e gás                | Petróleo: equipamento, serviços e distribuição        | Rio de Janeiro       | 1971     | (B3:VBBR3)                                  |
| Vigor S.A.              | Bens de consumo               | Produtos alimentícios                                 | Anta Gorda           | 1917     | Parte de Grupo Lala                         |
| Vivo                    | Tecnologia                    | Hardware & equipamento de alta tecnologia             | São Paulo            | 1993     | Subsidiária de Telefónica (B3:VIVO3, VIVO4) |
| Votorantim              | Conglomerado                  | -                                                     | São Paulo            | 1918     | (B3:VCPA3, VCPA4)                           |
| WEG                     | Produtos industriais          | Engenharia industrial                                 | Jaraguá do Sul       | 1961     | (B3:WEGE3)                                  |
| XMobots                 | Produtos industriais          | Aeroespacial e Defesa                                 | São Paulo            | 2007     |                                             |